# Goran Žižak
 (octobre 2022).
Si vous disposez d'ouvrages ou d'articles de référence ou si vous connaissez des sites web de qualité traitant du thème abordé ici, merci de compléter l'article en donnant les références utiles à sa vérifiabilité et en les liant à la section « Notes et références ».
Goran Žižak (né à Banja Luka) est un musicien et un chanteur bosnien qui se produit sous le pseudonyme de DJ Krmak. Il est populaire non seulement en Bosnie-Herzégovine mais aussi en Croatie et en Serbie.

## Discographie

### Albums
- Šumaher (2000)
- Bo San Remo (2001)
- Hollywood (2003)
- Meksikanac (2004)
- Vanzemljaci (2006)
- Tu Tu (2007)
- The Best Of... (2009)

### Singles
- Bo San Remo
- Šumaher
- Hajde jugo
- Armani
- Braca bez gaca
- Cijelo selo smrče bijelo
- Papagaj
- Srce balkana
- Sedam dana
- Silikoni
- Puče guma